# Giuseppe Bertoldi
Giuseppe Bertoldi (Fubine Monferrato, 1821 – Roma, 1904) è stato uno scrittore, poeta e politico italiano di epoca risorgimentale. Fu deputato al Parlamento subalpino e Accademico della Crusca.

## Biografia
Figlio del medico condotto della cittadina della provincia di Alessandria in cui nacque, studiò a Torino laureandosi giovanissimo in lettere. Come altri giovani letterati del tempo mossi da patriottismo (era vicino a Goffredo Mameli) fu ben presto animatore della vita politico-culturale della capitale sabauda.
Attivo nel giornalismo, pubblicò nel 1843 un libro di versi giovanili componendo subito dopo altre liriche apprezzate anche negli ambienti di corte e, a quanto pare, dallo stesso re Carlo Alberto di Savoia. Due di questi componimenti - l'Inno al Re, musicato da Luigi Felice Rossi e conosciuto anche con il titolo La Coccarda, per il verso iniziale Con l'azzurra coccarda sul petto, e Lo Statuto (riferito alla concessione dello Statuto Albertino) - furono messe in musica da compositori dell'epoca specialisti nella composizione di inni risorgimentali (come Antonio Rondanina e Michele Novaro, che musicherà poi l'Inno di Mameli) ed eseguite in teatri e ritrovi pubblici nonostante i divieti della censura. 
Dopo una breve esperienza come insegnante universitario, Bertoldi proseguì la carriera in campo amministrativo ricoprendo nel Regno di Sardegna - e poi, dopo l'Unità d'Italia, in quello unitario - importanti cariche nell'ambito della pubblica istruzione.
Continuò tuttavia a coltivare la vocazione poetica, fino a pubblicare nel 1898 la sua produzione maggiore nella raccolta Prima e dopo dello Statuto, in cui sono incluse, accanto ai testi patriottici giovanili, canzoni dell'età matura incentrate sulle figure maggiormente significative dell'epoca risorgimentale della quale fu attento osservatore: Vincenzo Gioberti, papa Pio IX, Vittorio Emanuele II.
Apprezzato dagli ambienti culturali dell'epoca, Bertoldi ebbe parole di elogio da Niccolò Tommaseo (che ne ammirava la severa posatezza) e da Giosuè Carducci il quale, citando Vincenzo Monti,  ne sottolineava l'eleganza nei bei modi ardita.
Caduta per lungo tempo nell'oblio, la figura e la produzione letteraria di Bertoldi sono state in tempi recenti riscoperte e valorizzate con iniziative editoriali e musicali promosse dal Centro Studi Fubinesi e dall'Istituto per la Storia del Risorgimento italiano.